# Hastertia bougainvillei
Hastertia bougainvillei är en skalbaggsart som beskrevs av Auguste Lameere 1912. Hastertia bougainvillei ingår i släktet Hastertia och familjen långhorningar. Inga underarter finns listade i Catalogue of Life.